# El Callao
El Callao – miasto w Wenezueli, w stanie Bolívar.